# Isla Pargo
Isla Pargo is een onbewoond eiland in de Archipielago de Islas Secas. In het noorden van het eiland bevinden zich twee stranden.
Het eiland behoort tot de Panamese provincie Chiriquí.
Het eiland staat te koop.
In het eerste seizoen van de serie Celebrity Island with Bear Grylls wordt het eiland gebruikt als opnamelocatie.

## Fauna
Het eiland huist negen verschillende vogelsoorten waaronder de Amerikaanse oeverloper (Actitis macularius), de rosse duif (Patagioenas cayennensis), de Amerikaanse fregatvogel (Fregata magnificens) en de blauwvoetgent (Sula nebouxii).